# Lepilemur microdon
Lépilémur à petites dents
Espèce
Statut de conservation UICN

 EN B1ab(i,iii,v) : En danger
Statut CITES
Le Lépilémur à petites dents (Lepilemur microdon) est une espèce de primates lémuriformes appartenant à la famille des Lepilemuridae.